# Semilyi járás

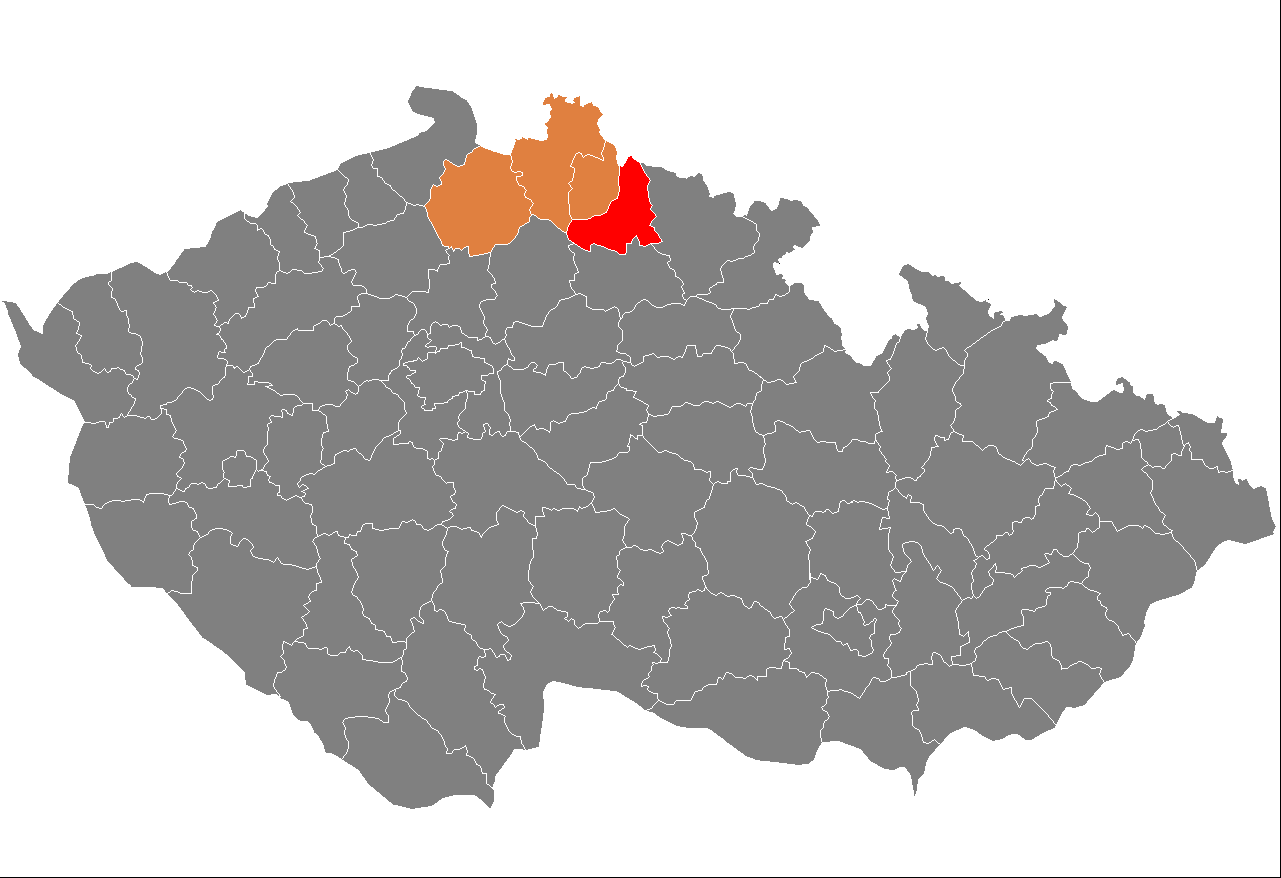
A Semilyi járás

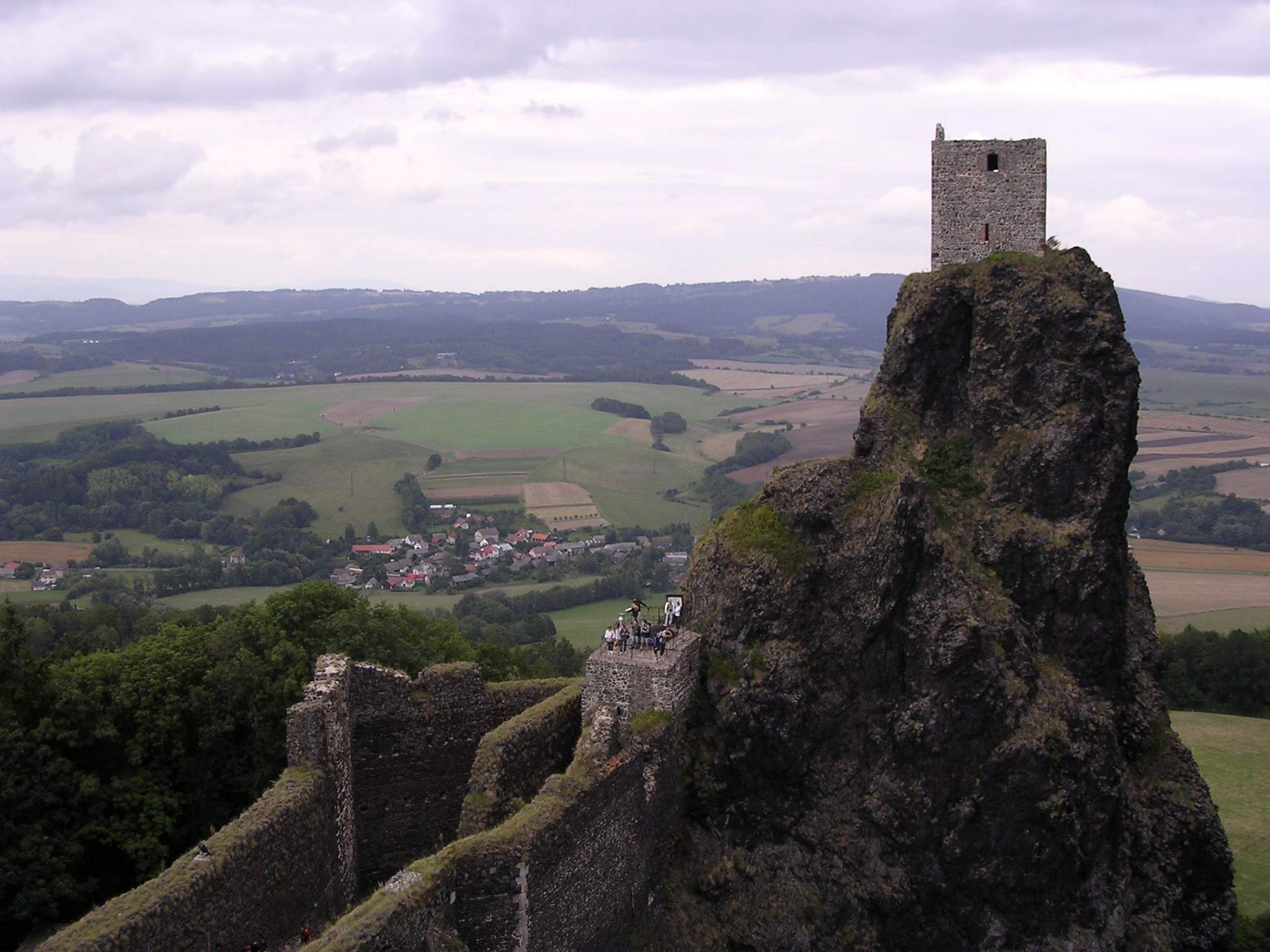

A Semilyi járás (csehül: Okres Semily) közigazgatási egység Csehország Libereci kerületében. Székhelye Semily. Lakosainak száma 75 648 fő (2009). Területe 698,99 km².

## Városai, mezővárosai és községei
A városok félkövér, a mezővárosok dőlt, a községek álló betűkkel szerepelnek a felsorolásban.
Bělá •
Benecko •
Benešov u Semil •
Bozkov •
Bradlecká Lhota •
Bukovina u Čisté •
Bystrá nad Jizerou •
Chuchelna •
Čistá u Horek •
Háje nad Jizerou •
Harrachov •
Holenice •
Horka u Staré Paky •
Horní Branná •
Hrubá Skála •
Jablonec nad Jizerou •
Jesenný •
Jestřabí v Krkonoších •
Jilemnice •
Kacanovy •
Karlovice •
Klokočí •
Košťálov •
Kruh •
Ktová •
Levínská Olešnice •
Libštát •
Lomnice nad Popelkou •
Loučky •
Martinice v Krkonoších •
Mírová pod Kozákovem •
Modřišice •
Mříčná •
Nová Ves nad Popelkou •
Ohrazenice •
Olešnice •
Paseky nad Jizerou •
Peřimov •
Poniklá •
Přepeře •
Příkrý •
Radostná pod Kozákovem •
Rakousy •
Rokytnice nad Jizerou •
Roprachtice •
Rovensko pod Troskami •
Roztoky u Jilemnice •
Roztoky u Semil •
Semily •
Slaná •
Stružinec •
Studenec •
Svojek •
Syřenov •
Tatobity •
Troskovice •
Turnov •
Veselá •
Víchová nad Jizerou •
Vítkovice •
Všeň •
Vyskeř •
Vysoké nad Jizerou •
Záhoří •
Žernov

## Fordítás
- Ez a szócikk részben vagy egészben  a   Semily District című angol Wikipédia-szócikk ezen változatának fordításán alapul.  Az eredeti cikk szerkesztőit annak laptörténete sorolja fel. Ez a jelzés csupán a megfogalmazás eredetét és a szerzői jogokat jelzi, nem szolgál a cikkben szereplő információk forrásmegjelöléseként.
- Ez a szócikk részben vagy egészben  az   Okres Semily című cseh Wikipédia-szócikk ezen változatának fordításán alapul.  Az eredeti cikk szerkesztőit annak laptörténete sorolja fel. Ez a jelzés csupán a megfogalmazás eredetét és a szerzői jogokat jelzi, nem szolgál a cikkben szereplő információk forrásmegjelöléseként.